# Police palestinienne
La police palestinienne a été créée en vertu des accords d'Oslo et de la Conférence du Caire de 1994. Cette force de police a été constituée pour assumer les tâches de maintien de la sécurité et de l'ordre dans l'État de Palestine. Elle fait partie des forces de sécurité palestiniennes.

## Histoire

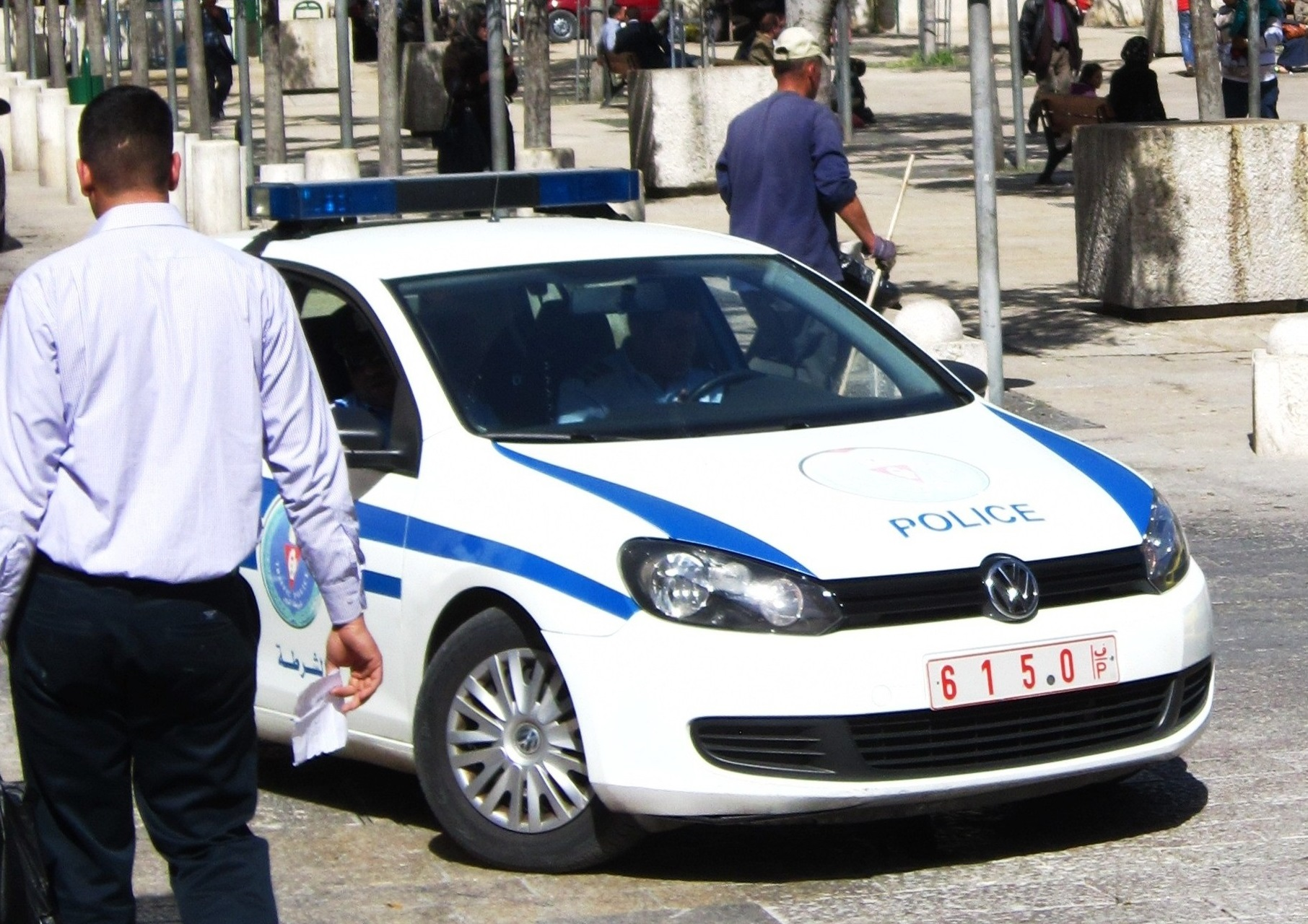
Véhicule de la police palestinienne.

La police a été officiellement créée avec la signature en mai 1994 de l'Accord Gaza-Jéricho, un chapitre du processus des accords d'Oslo, sous l'égide du Service de sécurité intérieure israélien. Fondée avec plus de 10 000 officiers, c'était le plus grand remplaçant des Forces de sécurité nationale palestiniennes. L'accord prévoyait que la police civile maintienne l'ordre public dans 25 postes répartis dans les parties de la bande de Gaza et de la Cisjordanie sous administration palestinienne.
La création de la police palestinienne a permis d’intégrer dans un corps civil les combattants des milices armées de la résistance palestinienne, ce qui lui confère des effectifs très importants (un agent pour 48 habitants).
La police n'a aucune autorité sur les soldats et policiers israéliens, elle n'a pas non plus le droit d'arrêter ou d'exercer n'importe quel autorité sur les colons israéliens. C'est à cause de cette restrictions que la police palestinienne est discrédité au yeux des Palestiniens qui les voit comme des traîtres qui ne les protègent pas face aux colons et à l'armée israélienne. Orient XXI estime ainsi que la police palestinienne est un corps de supplétifs pour le gouvernement israélien.

## Développement

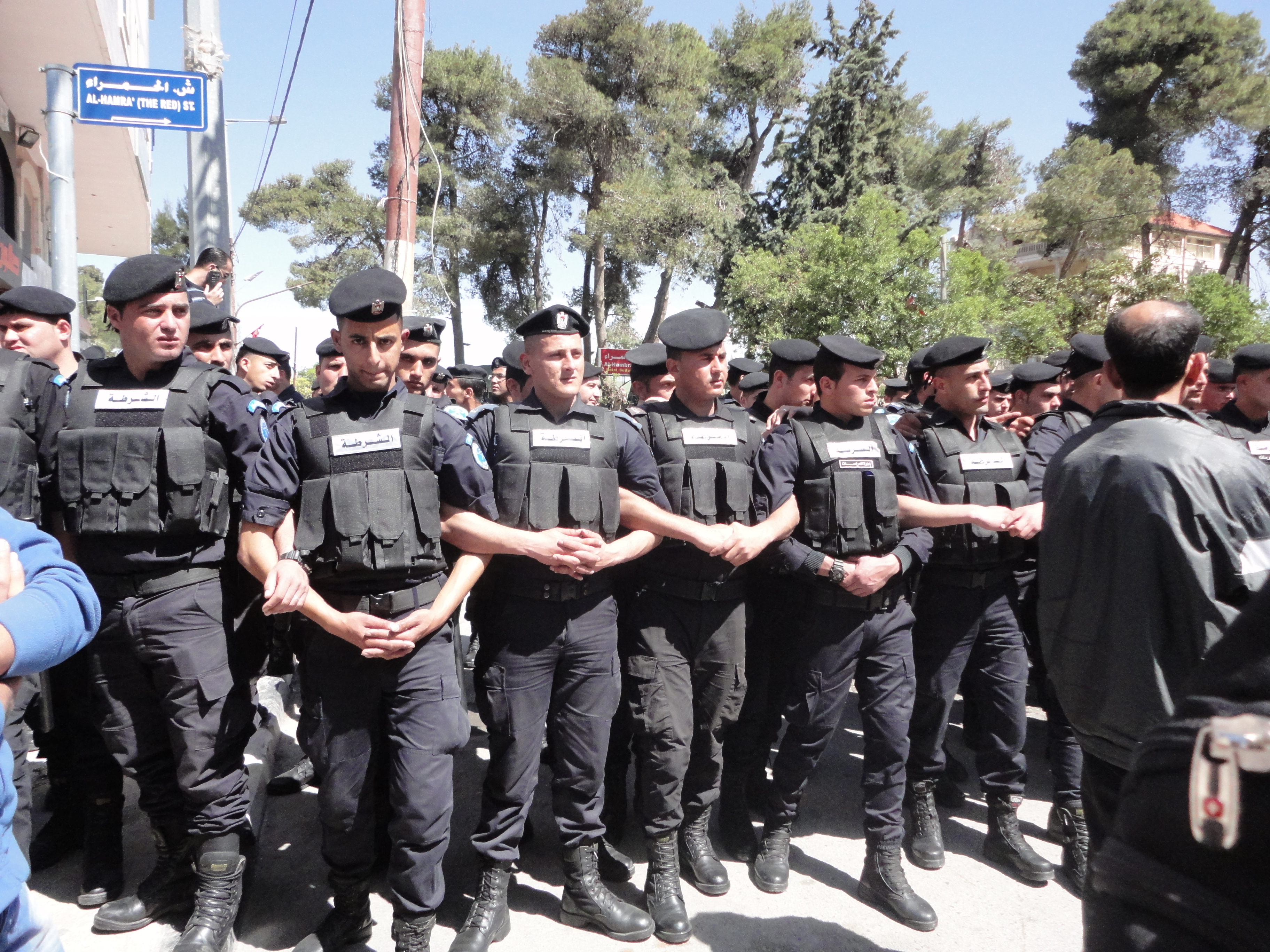
La police palestinienne lors de la visite du président des États-Unis Barack Obama à Ramallah le 21 mars 2013.

Afin d'aider le gouvernement palestinien à « mettre en place des dispositifs de police civile durables et efficaces », la Mission de soutien à la police dans les territoires palestiniens, EUPOL COPPS, a été créée au début de 2006.
Depuis 2007, la police civile palestinienne et la police israélienne ont renforcé leur coopération en tant que mesures de confiance et faisant partie du renforcement des institutions palestiniennes. Étant donné que leurs juridictions sont interdépendantes, les tactiques de coopération consistent à demander à la police israélienne de délivrer des citations routières aux conducteurs palestiniens et à rapatrier le produit à la police civile palestinienne.
À l'origine, en 2005, l'objectif principal consiste à soutenir « la réorganisation et de réforme de la police » palestinienne pour « accroître la sûreté et la sécurité de la population palestinienne » et « contribuer [au] renforcement de l’État de droit sur le plan intérieur ». Ce mandat sera étendu en 2008 à la justice pénale, à travers la réforme des structures de la police civile palestinienne, le soutien à la mise en place d’unités spécialisées, les formations et la fourniture d’équipements. Depuis juillet 2016, elle s’est davantage orientée vers le conseil stratégique et la mise en place du corpus législatif manquant.